# Meioneta parasaxatilis
Meioneta parasaxatilis là một loài nhện trong họ Linyphiidae.
Loài này thuộc chi Meioneta. Meioneta parasaxatilis được Yuri M. Marusik, Heikki Hippa & Koponen miêu tả năm 1996.